# 什皮欽齊 (傑拉日尼亞區)
什皮欽齊（烏克蘭語：Шпичинці）是位於烏克蘭西部的村莊，由赫梅利尼茨基州裡赫梅利尼茨基區的德拉日尼亞市鎮負責管轄。該村始建於1886年，面積1.79平方公里，海拔高度311米，2001年人口665，人口密度每平方公里370.7人。